# Lienardia nigrotincta
Lienardia nigrotincta is een slakkensoort uit de familie van de Clathurellidae. De wetenschappelijke naam van de soort is voor het eerst geldig gepubliceerd in 1873 door Montrouzier in Souverbie & Montrouzier.